# Infanteriets officershögskola
Infanteriets officershögskola (InfOHS) var en officershögskola inom svenska armén som verkade i olika former åren 1915–1995. Förbandsledningen var förlagd i Linköpings garnison, Linköping.

## Historik
Infanteriets officershögskola bildades redan 1878 som Infanteriets volontärskola och var då förlagd till Karlsborg. Den 20 oktober 1915 omorganiserades delar av skolan till Infanteriets officersaspirantskola (IOAS). I Karlsborg verkade skolan fram till 1927, då den genom försvarsbeslutet 1925 förlades till Linköping. År 1940 förlades skolan till Karlstad, åren 1941–1942 var dock utbildningen inställd. Den 21 september 1942 förlades skolan till Solna. Den 29 september 1945 omorganiserades skolan till Infanteriets kadettskola (InfKS). 
Inför försvarsbeslutet 1958 föreslog regeringen för riksdagen att Infanteriets kadettskola (InfKS) skulle omlokaliseras till Halmstad, samt att reducera större delen av skolans administration. Det med bakgrund till att dess etablissement i Ulriksdal ansågs för trång och möjligheterna att åtgärda detta problem genom nybyggnad ansågs även ytterst begränsade. Det bland annat genom att utbildningsbetingelserna på Järvafältet blev mer och mer beskurna, samtidigt som övriga Stockholmsförband som nyttjade Järvafältet var i behov av förbättrade övningsmöjligheter. Vad som talade för att förlägga skolan till Halmstads garnison och samlokalisera den med Hallands regemente (I 16), var att den årliga utbildningskontingent av värnpliktiga vid Hallands regemente (I 16) skulle minskas. Därmed frigjordes förläggningsmöjligheter vid regementet. Den 1 januari 1962 omlokaliserades skolan till Halmstad, samt omorganiseras till Infanteriets kadett- och aspirantskola (InfKAS). I Halmstad blev skolan en del av Hallands regemente (I 16) samt underställd dess chef. Genom reformen "Ny befälsordning" kom skolan att omorganiseras den 1 juni 1981 till Infanteriets officershögskola (InfOHS).
Genom försvarsutredning 1988 beslutade riksdagen att samtliga fack- och officershögskolor vid truppslagen inom armén skulle upplösas som egna myndigheter, och istället inordnas i respektive truppslagscentrum. För Infanteriets officershögskola innebar det att skolan inordnades i Arméns infanteri- och kavallericentrum (InfKavC). Vid sidan om Infanteriets officershögskola ingick även Infanteriets och Kavalleriets officershögskola (Inf/KavOHS) och Infanteriets stridsskola (InfSS) i Arméns infanteri- och kavallericentrum (InfKavC). Den 1 september 1993 kom skolan att omlokaliseras till Linköping.
Den 1 juli 1995 sammanslogs Arméns infanteri- och kavallericentrum (InfKavC) och Arméns pansarcentrum (PaC) och bildade Arméns brigadcentrum. Genom denna omorganisation bildades den 1 juli 1995 tre nya armégemensamma skolor, Stridsskola Nord, Stridsskola Mitt, Stridsskola Syd. Där Infanteriets officershögskola tillsammans med Infanteriets stridsskola bildade Stridsskola Mitt (SSM).
Infanteriets officershögskola levde kvar som en del inom Stridsskola Mitt fram till den 31 december 1998, då utbildningen övertogs centralt av Militärhögskolan Karlberg (MHS K), Militärhögskolan Halmstad (MHS H) och Militärhögskolan Östersund (MHS Ö). Kvarvarande delar av Stridsskola Mitt och Stridsskola Syd bildade den 1 januari 1999 fack- och funktionsskolan Markstridsskolan.

## Verksamhet
När skolan bildades 1915 som Infanteriets officersaspirantskola kom den att ansvara för utbildningen av den grundläggande utbildning av infanteriets reserv- och yrkesofficerare. När den sedan skolan omorganiserades 1945 till Infanteriets kadettskola, utbildade skolan värnpliktiga- och, reservofficerare samt första året för blivande yrkesofficerare vid infanteriet. Från 1962 kom skolan att svara för yrkesofficerarnas grundläggande utbildning från fjärde månaden av värnpliktsutbildningen. I och med "Ny befälsordning" kom skolans från 1981 att svara för det första året av den då tvååriga utbildningen till yrkesofficerare. Vidare svarade även skolan för reserv- och värnpliktigas grundläggande officersutbildning. När skolan flyttades från Halmstad, förlades det första utbildningsåret mot krigsplutonchef till Kvarn. Det andra utbildningsåret mot instruktör flyttade till Linköping, men hade viss verksamhet i Kvarn.
När Stridsskola Mitt bildades 1995, svarade den nya skolan huvudsakligen för den grundläggande utbildningen av officerare tillhörande infanteriet, kavalleriet samt pansartrupperna från förband inom Mellersta militärområdet (Milo M). Den 31 december 1998 upphörde den grundläggande utbildningen inom respektive försvarsgrenarna och inom armén vid truppslagen. Istället samlades den 1 januari 1999 officersutbildning till tre nya försvarsmaktsgemensamma militärhögskolor Militärhögskolan Karlberg (MHS K), Militärhögskolan Halmstad (MHS H) och Militärhögskolan Östersund (MHS Ö).

## Förläggningar och övningsplatser
När skolan bildades 1878 som Infanteriets volontärskola, förlades den till slutvärnet vid Karlsborgs fästning. År 1879 stod skolans byggnader färdiga i direkt anslutning till fästningen. I samband med försvarsbeslutet 1925 kom skolan att omlokaliseras den 10 oktober 1927 till Linköpings garnison, där kasernerna övertogs från det upplösta Andra livgrenadjärregementet (I 5). Kvar i Karlsborg kvarstod en avvecklingsorganisation fram till 31 december 1927. År 1936 övertogs skolans kaserner i Karlsborg av Västgöta flygflottilj (F 6). Den 7 oktober 1940 kom skolan att omlokaliseras till Karlstads garnison, där den samlokaliseras med Värmlands regemente (I 2). Dock kom den redan två år senare, den 21 september 1942, att förläggas till Karlbergs slott. I samband med försvarsbeslutet 1948 kom skolan att omlokaliseras till Bagartorp den 1 september 1949, där kasernerna övertogs från det upplösta Första intendenturkompaniet (Int 1). Den 1 januari 1962 kom skolan att omlokaliseras från Bagartorp till Halmstads garnison, där den samlokaliseras med Hallands regemente (I 16).
Även om skolan officiellt skulle verka från Linköping hösten 1993. Kom den redan från den 1 juni 1993 förläggas till Linköpings garnison samt i Borensberg. I Linköpings garnison övertog skolan kasern Marma, samt det så kallade sammanbindningshuset, båda på Svea artilleriregementets del av dubbelkasernområdet.

## Förbandschefer
Skolan hade följande chefer:
- 1915–1916: Major Pontus Reuterswärd[9]
- 1917–1919: Major Ernst af Sandeberg
- 1920–1924: ???
- 1924–1926: Major Per Erlandsson
- 1926–1929: Kapten Curt Vogel
- 1929–1932: Kapten Hans Palmaer
- 1932–1935: Kapten Gillis Graffman
- 1935–1937: Kapten Carl Björkman
- 1937–1939: Major Ivar Göthberg
- 1939–1940: Kapten Carl Axel Grewell
- 1940–1941: Kapten Sven Nordenberg
- 1942–1944: Överstelöjtnant Harry Gerlach
- 1944–1948: Överstelöjtnant Erik Drakenberg
- 1948–1951: Överstelöjtnant Wilhelm af Klinteberg
- 1951–1954: Överstelöjtnant Curt Alsterlund
- 1954–1957: Överstelöjtnant Jan von Horn
- 1957–1961: Överstelöjtnant Carl von Mentzer
- 1961–1963: Överstelöjtnant Bele Jansson
- 1963–1967: Överste Torsten Nordin
- 1967–1971: Överste Gunnar Åberg
- 1971–1972: Överste Carl-Gustaf Tiselius (Tf.)[10]
- 1972–1976: Överste Carl-Gustaf Tiselius[10]
- 1976–1982: Överste Kjell Widberg
- 1982–1987: Överste Kaj Sjösten
- 1987–1989: Överste Per Källström
- 1989–1990: Överstelöjtnant Carl Johan von Mentzer
- 1990–1992: Överste Hans Hacksell
- 1992–1993: Överste Georg Aminoff
- 1994–1995: Överste Håkan Nestor [11]

## Namn, beteckning och förläggningsort
| Infanteriets volontärskola             | 1878-??-?? | – | 1915-10-19 |
| Infanteriets officersaspirantskola     | 1915-10-20 | – | 1945-09-27 |
| Infanteriets kadettskola               | 1945-09-28 | – | 1961-12-31 |
| Infanteriets kadett- och aspirantskola | 1962-01-01 | – | 1981-05-30 |
| Infanteriets officershögskola          | 1981-06-01 | – | 1995-06-30 |

| IOAS   | 1915-10-20 | – | 1945-09-27 |
| InfKS  | 1945-09-28 | – | 1961-12-31 |
| InfKAS | 1962-01-01 | – | 1981-05-30 |
| InfOHS | 1981-06-01 | – | 1995-06-30 |

| Karlsborgs garnison (F)  | 1915-10-20 | – | 1927-10-09 |
| Linköpings garnison (F)  | 1927-10-10 | – | 1940-10-06 |
| Karlstads garnison (F)   | 1940-10-07 | – | 1942-09-20 |
| Stockholms garnison (F)  | 1942-09-21 | – | 1961-12-31 |
| Halmstads garnison (F)   | 1962-01-01 | – | 1993-08-31 |
| Linköpings garnison (F)  | 1993-09-01 | – | 1995-06-30 |
| Prästtomta skjutfält (F) | 1993-09-01 | – | 1995-06-30 |

## Galleri

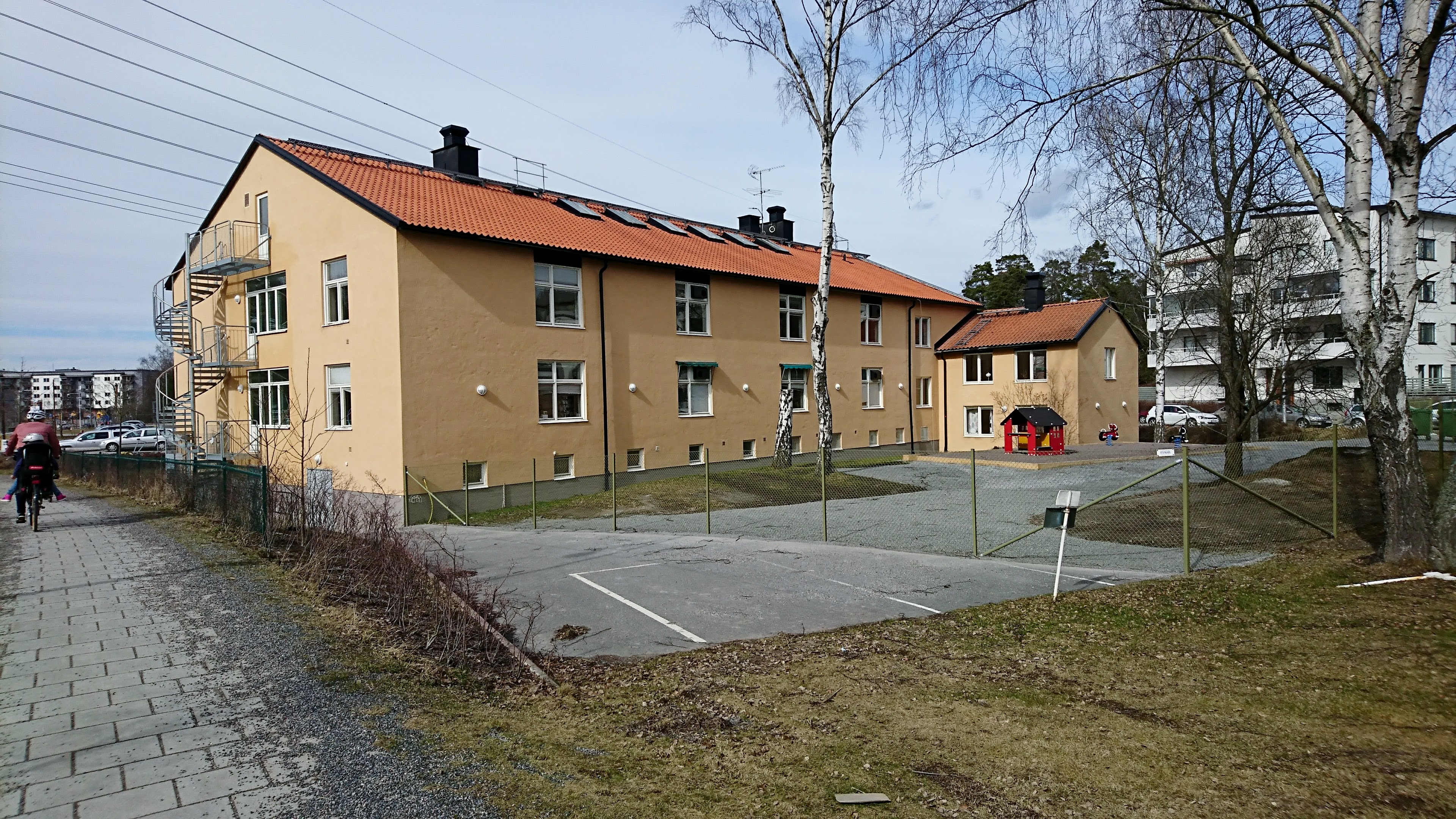
Kasern vid skolans förläggning i Bagartorp
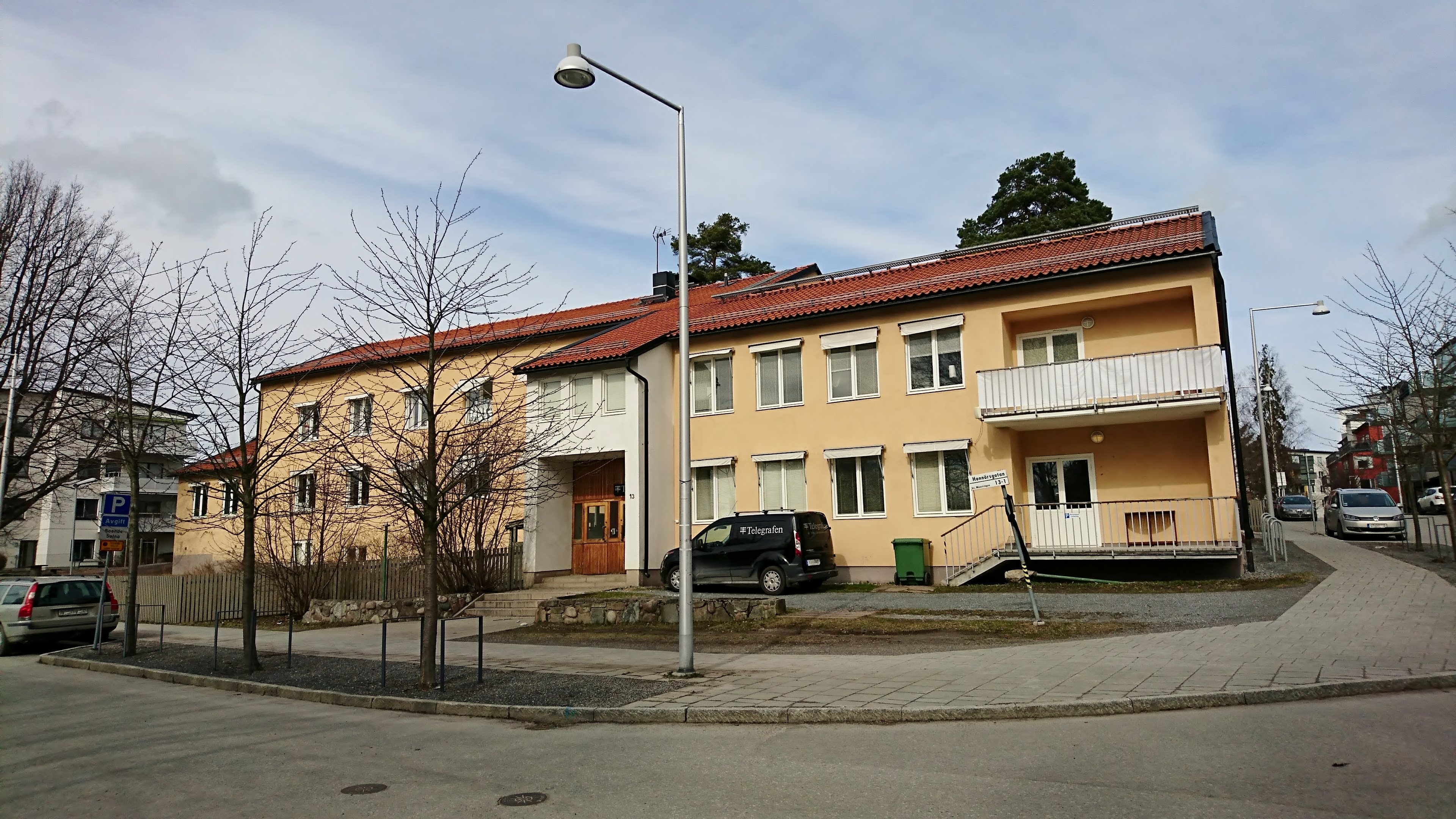
Kasern vid skolans förläggning i Bagartorp
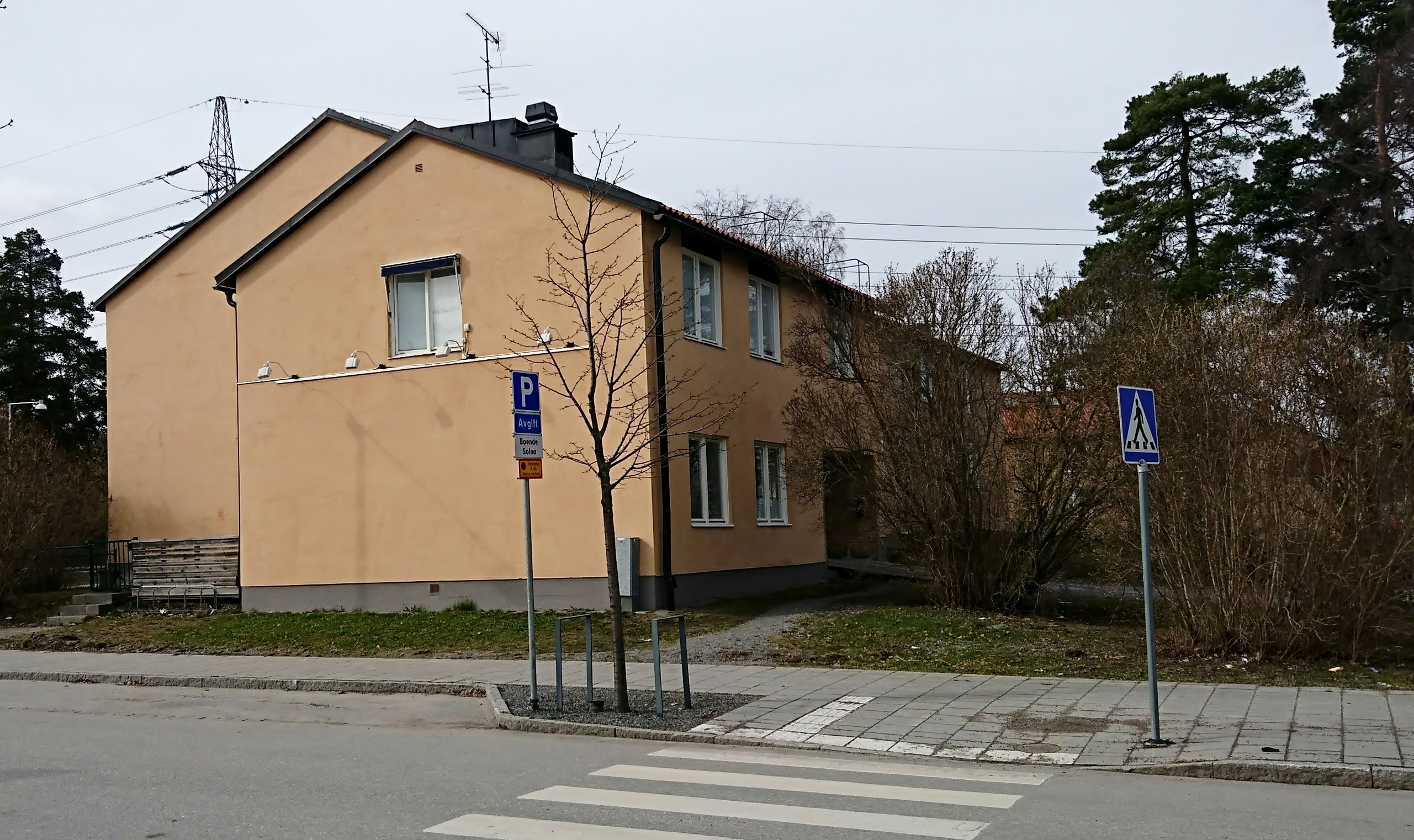
Kasern vid skolans förläggning i Bagartorp
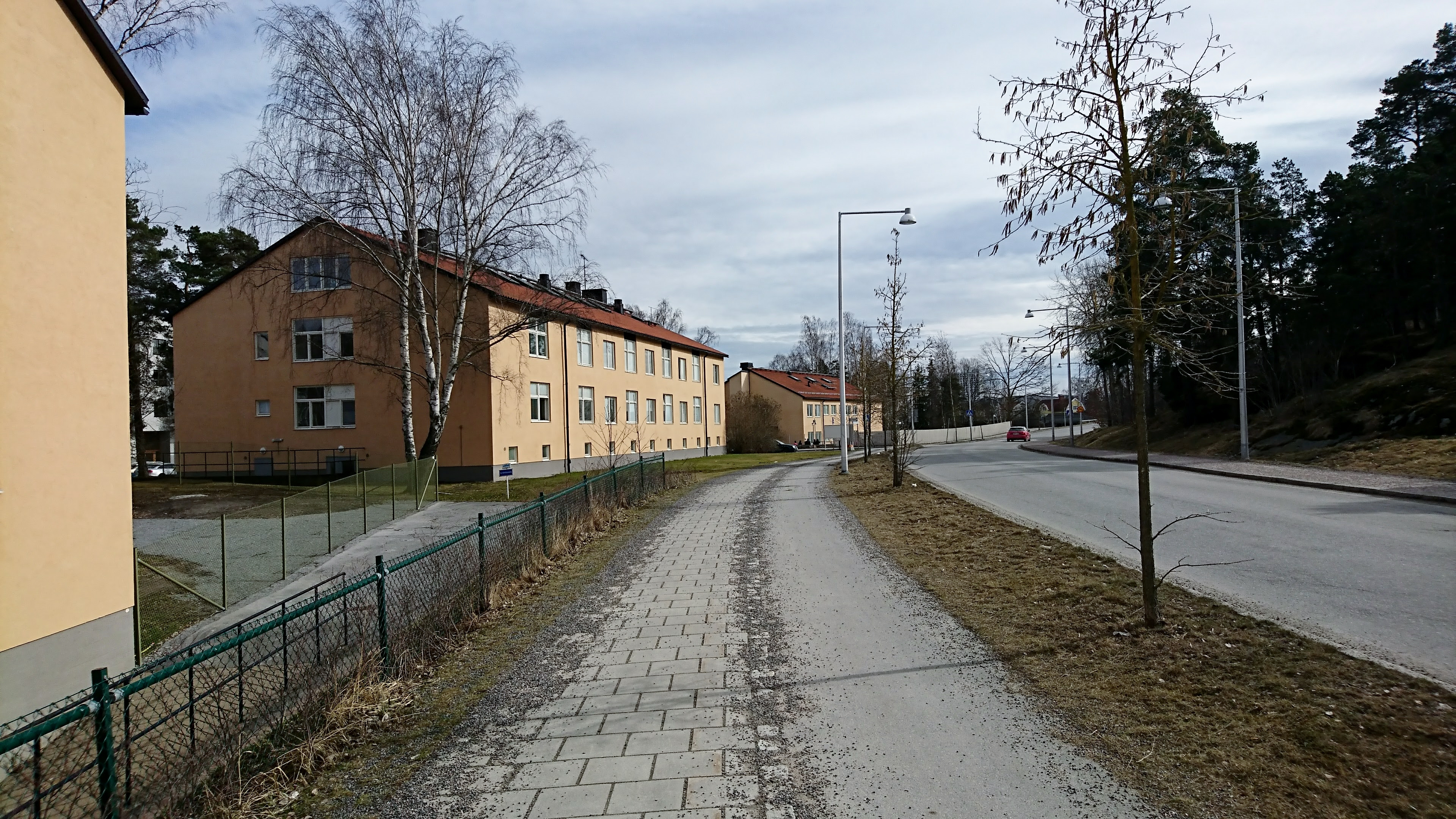
Kaserner vid skolans förläggning i Bagartorp
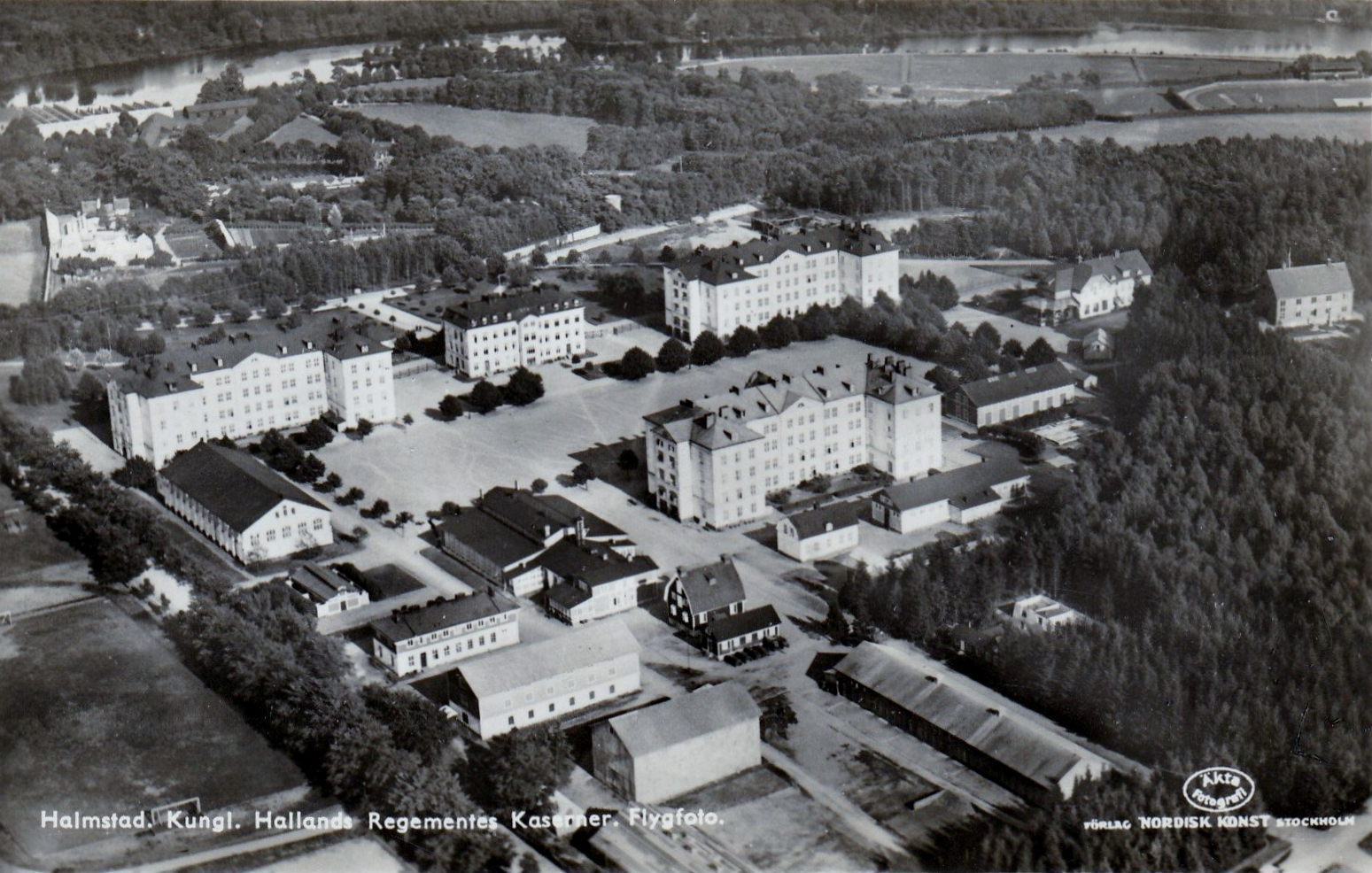
Hallands regementes kaserner i Halmstad